# Ryōzen-ji (Naruto)

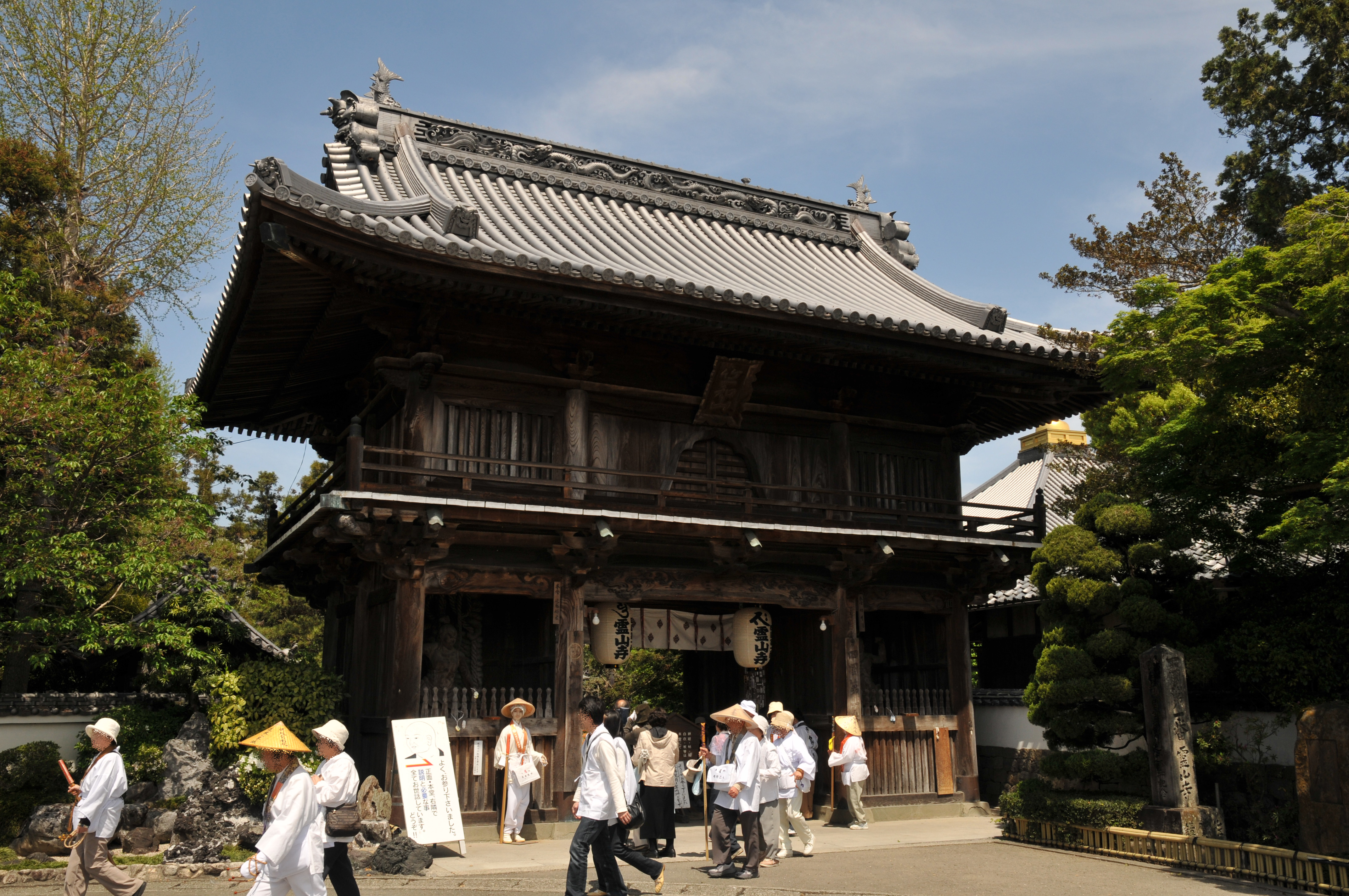
Pilger vor dem Tempeltor des Ryōzen-ji

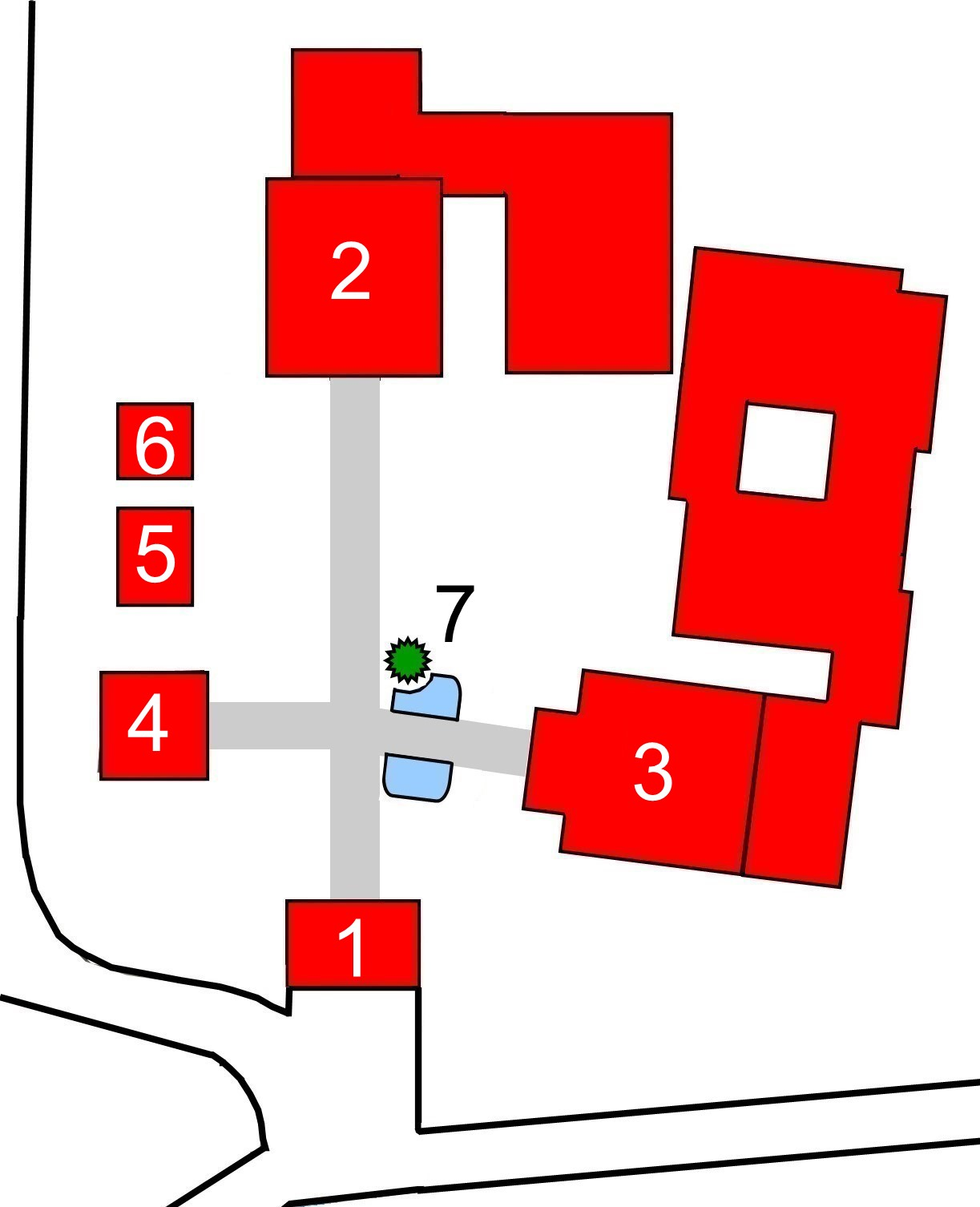
Plan des Tempels (s. Text)

Der Ryōzen-ji (japanisch 霊山寺) mit den Go Jikuwasan (竺和山) und Ichjōin (一乗院) ist ein Tempel der Kōyasan-Richtung (高野山派) des Shingon-Buddhismus in der Stadt Naruto in der Präfektur Tokushima. Der Tempel führt traditionell die Liste des Shikoku-Pilgerwegs als Nummer 1 an. Er wird daher auch „Hatsugan no tera“ (発願の寺), etwa „Tempel des Bittbeginns“ genannt.

## Geschichte
Der Überlieferung nach wurde der Tempel auf Wunsch des Kaisers Shōmu von Priester Gyōki gegründet. 815 kam Priester Kūkai auf seiner Wanderung von Nordosten kommend hier vorbei und erlöste die Menschen von ihren 88 irdischen Begehren und führte 37 Tage lang Übungen zur Beruhigung des Herzens durch. Da die Umgebung dem „Heiligen Adlerberg“ (霊鷲山) in Indien ähnelte, nannte der den Tempel „Indischer Tempel in Japan“ (Jikuwasen) bzw. „Ryōzen-ji“. Er war ein Nebentempel des Ōasahiko-Schreins (大麻比古神社). 
Der Tempel gehörte in seiner Blütezeit zu den „Drei große Klöstern von Awa“ (阿波三大坊, Awa Sandaibō), wurde aber 1582 im Bürgerkrieg des 16. Jahrhunderts von den Truppen des Chōsokabe Motochika zerstört. Danach wurde er Tempel von der Daimyō-Familie Hachisuka, die in Tokushima regierte, wieder aufgebaut und zu ihrem Gebetstempel gewählt. Dann aber wurde 1891 der Tempel von einem Brand heimgesucht, den nur die Schatzpagode überstand. Die verlorenen Bauwerke wurden nach und nach ersetzt.

## Anlage
Nach Betreten des Tempelbereichs durch das Tempeltor (山門, Sammon; 1), das hier als Turmtor ausgeführt ist, passiert man linkerhand die 22 m hohe Schatzpagode (多宝塔, Tahōtō; 4) aus der Ōei-Ära (1394–1428). Sie ist das einzige alte Gebäude der Anlage. Sehenswert ist auch die Gartenanlage mit einem Teich, die aus der Meiji-Zeit stammt. Rechts steht die Daishidō (大師堂; 3), die dem Tempelgründer Kūkai gewidmet ist. Voraus steht die Haupthalle (本堂, Hondō; 2). Auf der linken Seite gibt es einen Pavillon für den heiligen Fudō (不動明王; 5). Daneben stehen die zwölf steinerne Buddhas, zu denen noch der Fudōmyōō (不動明王), einer der „Leuchtenden Könige“ (明王, Myōō), gehört (十三仏, Jūsanbutsu; 6). Typisch ist dessen Darstellung mit Schwert und Kette vor einem Flammenhintergrund. An Nordrand des Teiches, über den eine Brücke zur Daishidō führt, steht die „Vajra-Kiefer“ (三鈷松, Sanko-matsu; 7), so nach ihrem Aussehen genannt.

## Schätze
Die verehrte Kultfigur ist vom Typ des gerade geborenen Shakamuni (釈迦誕生仏像, Shaka Tanjōbutsu zō), womit dieser Tempel zur Nummer 1 auf dem Shikoku-Pilgerweg wurde. Die Figur stammt aus der Hakuhō-Zeit, also aus der Zeit unmittelbar vor der Nara-Zeit. Sie ist etwa 14 cm hoch und ist aus Bronze gefertigt.

## Bilder

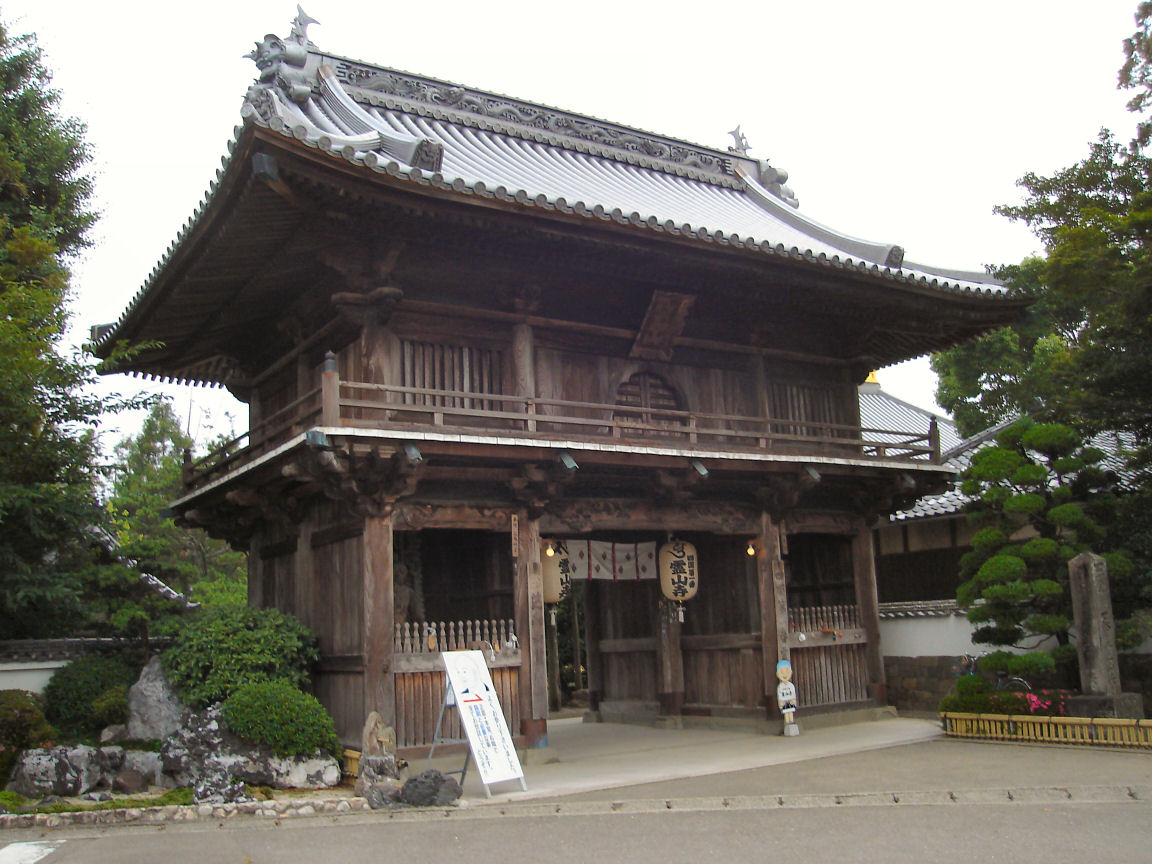
Tempeltor
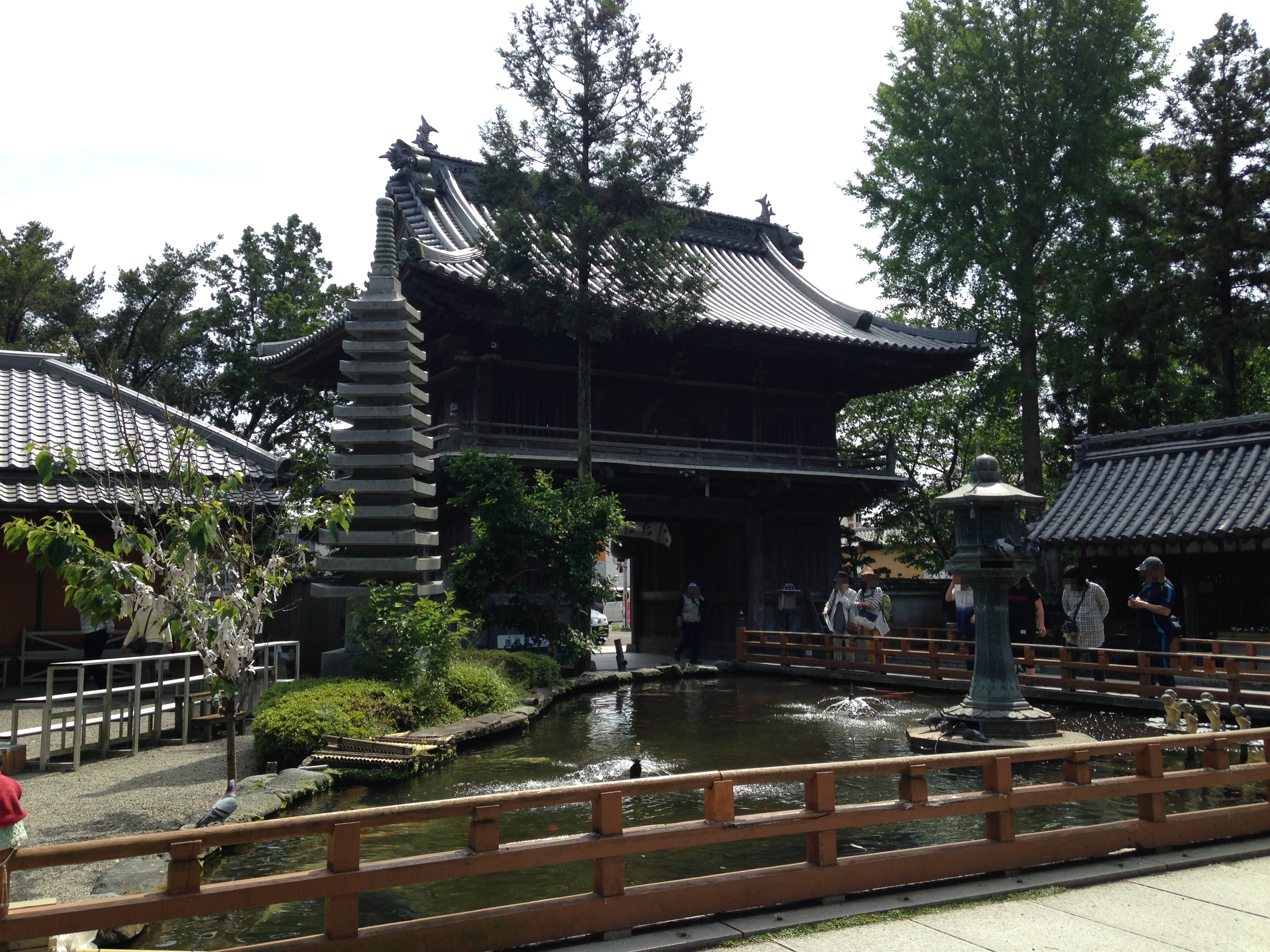
Hojochi-Teich hinter dem Tempeltor
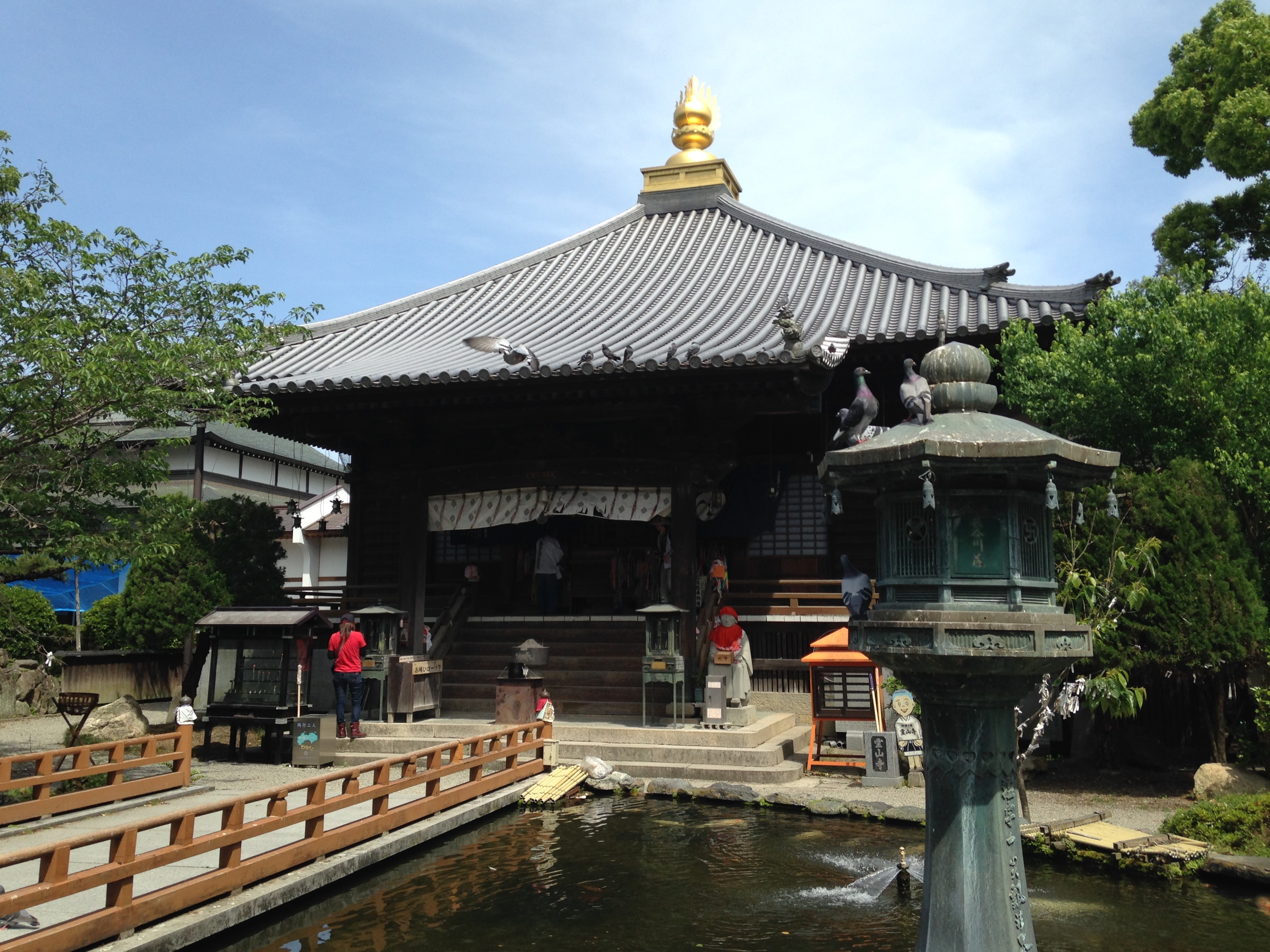
Daishidō-Halle
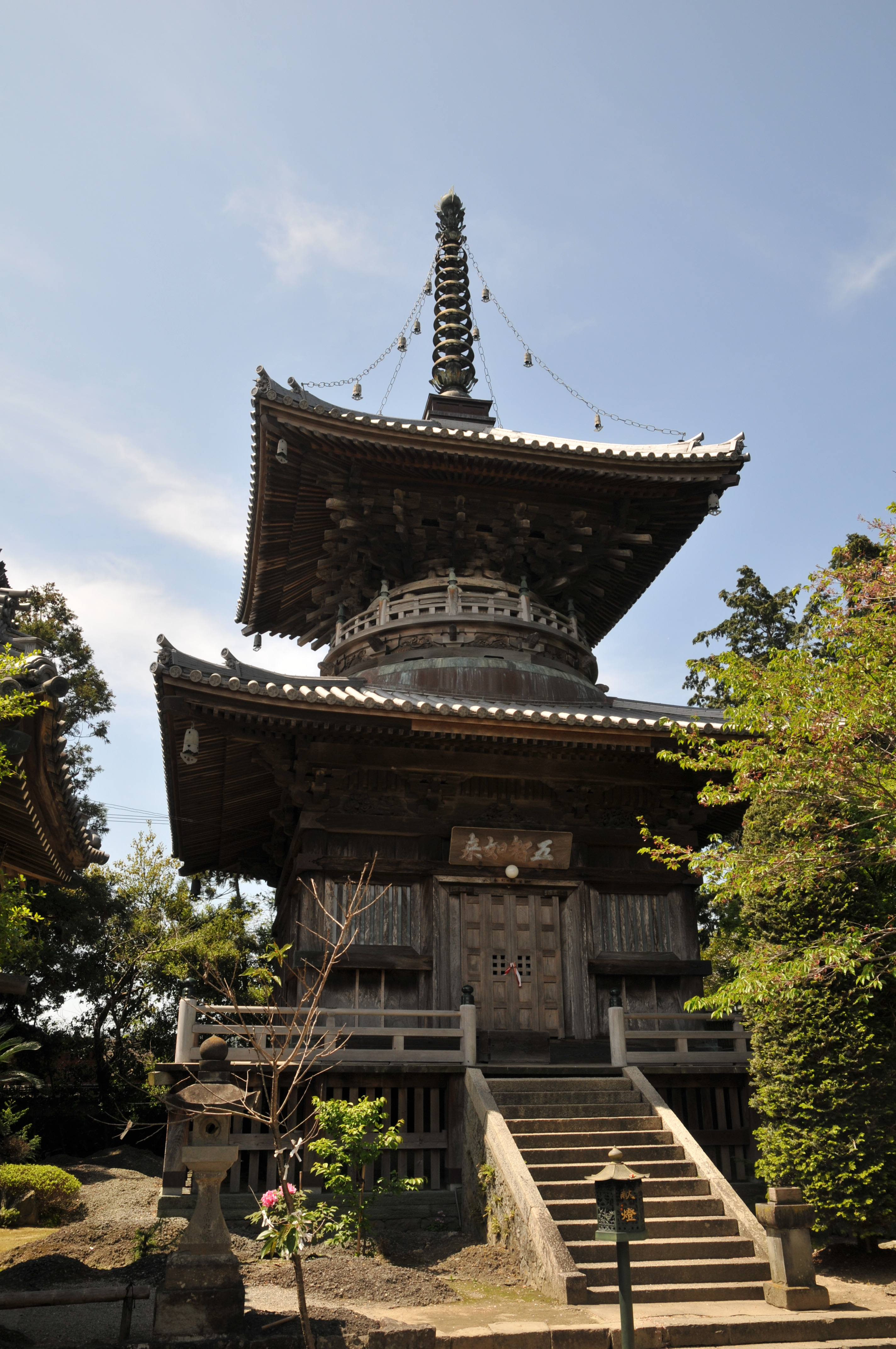
Schatz- pagode
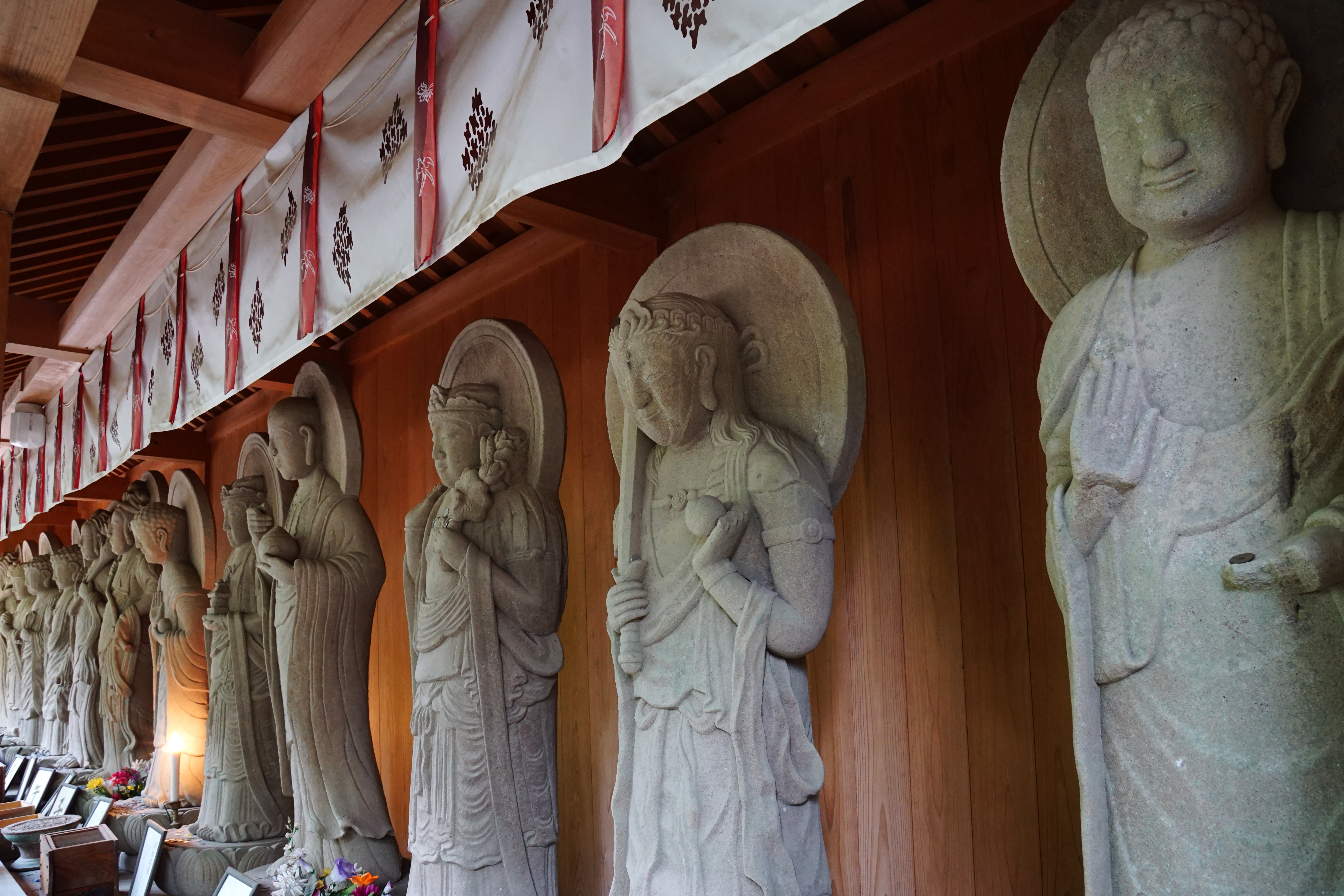
12 Buddhas
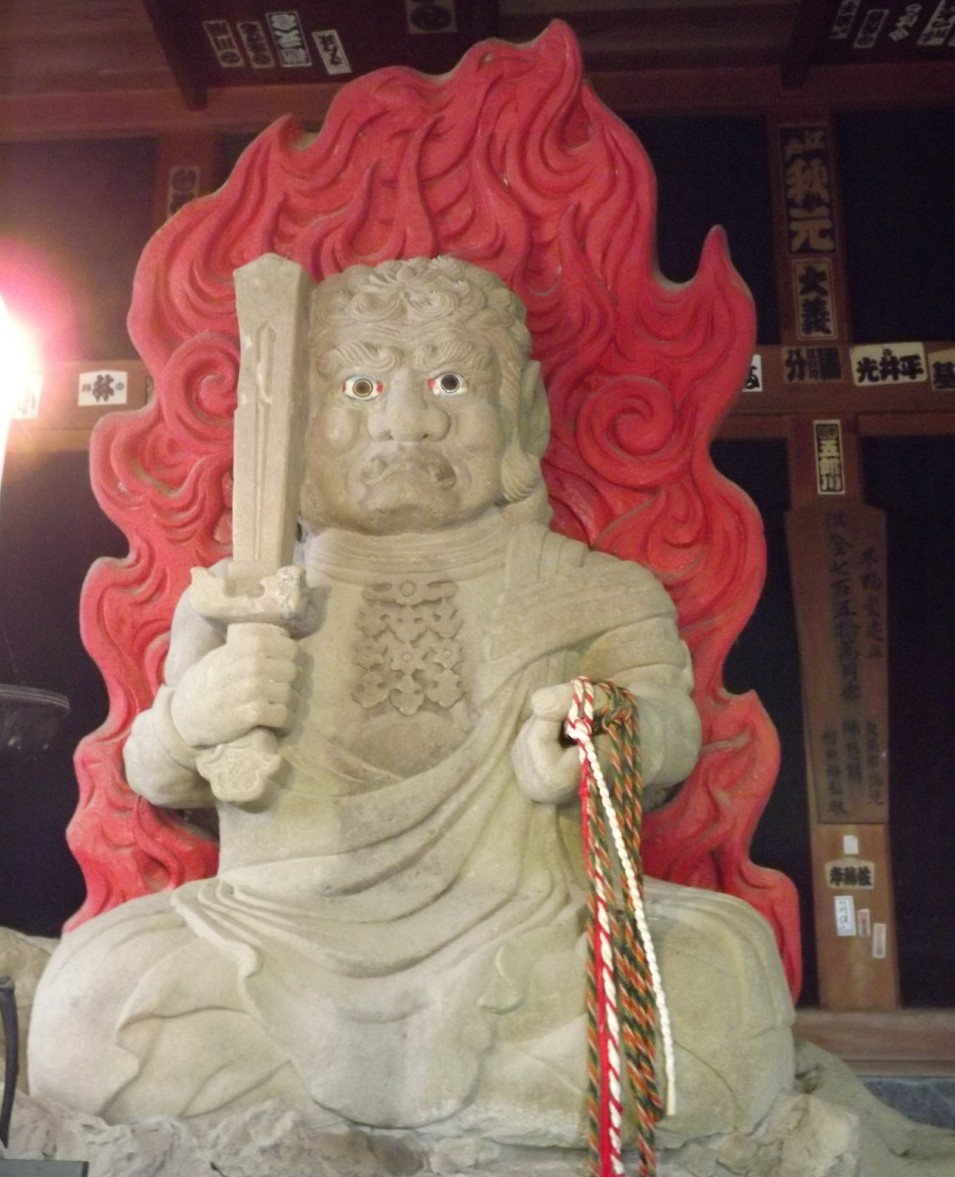
Fudōmyōō
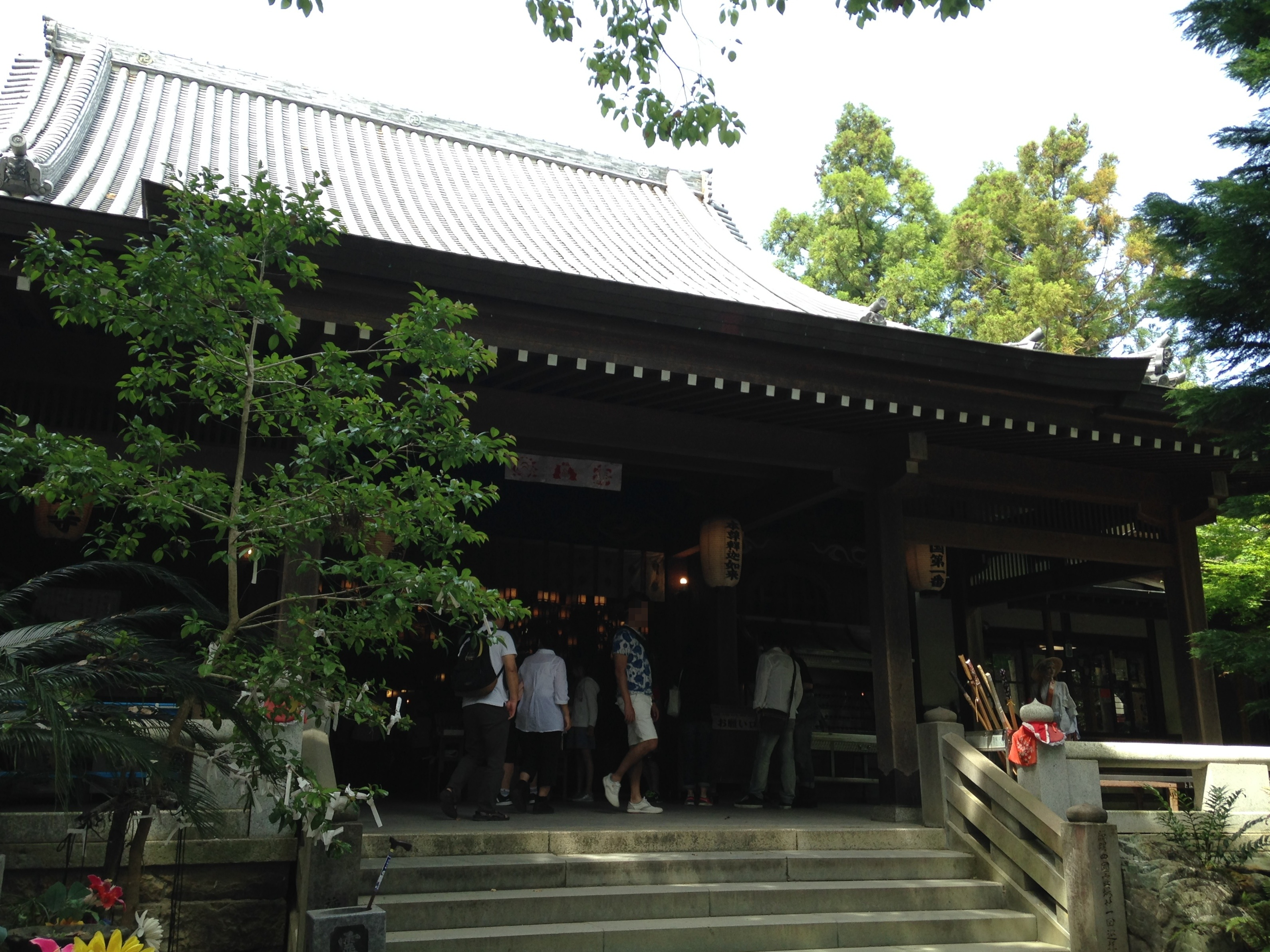
Haupthalle